# Євдоким (Мещерський)
Євдоки́м Меще́рський (в миру Василь Мещерський, 1 квітня 1869, село Казнєво, Меленківський повіт, Володимирська губернія, Російська імперія - 10 травня 1935, Москва, Росія) — митрополит Одеський, голова обновленського Святійшого Синоду (1923 - 1925), до 1922 року - єпископ православної церкви Росії.

## Біографія

### Родина і освіта
Народився 1 (13) квітня 1869 в сім'ї псаломщика в селі Казнєво Меленківського повіту Володимирської губернії.
У 1890 році закінчив Володимирську духовну семінарію. Закінчив Московську духовну академію (1894) зі ступенем кандидата богослов'я.

### Чернець і викладач
21 липня 1894 року архімандритом Антонієм Храповицьким був пострижений у чернецтво з ім'ям Євдоким.
З 31 липня 1894 року - ієродиякон, з 1 серпня 1894 року - ієромонах.
1 серпня 1894 року указом Святійшого Синоду ієромонах Євдоким був призначений на посаду викладача історії і викривального богослов'я в Новгородській духовної семінарії. 26 грудня того ж року офіційно обійняв цю посаду.
З 2 жовтня 1896 року - інспектор Новгородської духовної семінарії.
16 липня 1898 року Радою Московської духовної академії Євдоким Мещерський був затверджений у ступені магістра богослов'я за дисертацію: «Святий Апостол і Євангеліст Іоанн Богослов. Його життя і благовісницькі праці. Досвід біблійно-історичного дослідження». Дисертація була присвячена життю і особистості апостола Іоанна, вона була заснована на працях давніх письменників, отців церкви і екзегетів нового часу і була живим історико-художнім оповіданням.
З 23 грудня 1898 року - інспектор Московської духовної академії при ректорі єпископі Волоколамському Арсенії Стадницькому. Читав лекції на кафедрі гомілетики і історії проповідництва.
1 січня 1899 возведений у сан архімандрита. Понадштатний екстраординарний професор академії.
З 1902 року - штатний екстраординарний професор академії.
9 грудня 1903 року призначений ректором Московської духовної академії зі звільненням з посади професора і від викладання.

### Вікарій

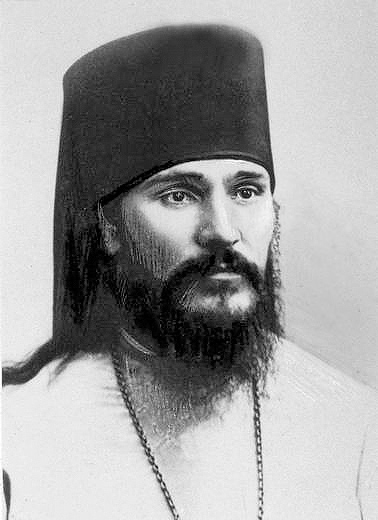

11 грудня 1903 року Святійшим Синодом було затверджене рішення про зведення Євдокима Мещерського в сан єпископа Волоколамського, третього вікарія Московської єпархії.
Хіротонія відбулася 4 січня 1904 року у великому Успенському соборі в Кремлі. Посвячення здійснювали митрополит Московський і Коломенський Володимир Богоявленський, архієпископ Ярославський Сергій Ланін, єпископи Григорій, Іван і Антоній, що перебували на спокої, а також єпископи - Ніканор Надєждін, Можайський Парфеній Левицький, Дмитрівський Трифон Туркестанов, Ямбурзький Сергій Страгородський.
13 грудня 1905 року указом Святійшого Синоду призначений другим вікарієм Московської єпархії.
З ректорством єпископа Євдокима пов'язували звільнення з академії викладачів, підозрюваних в опозиційних настроях. Серед інших МДА змушені були покинути історики Василь Ключевський і Микола Каптерєв.
З 21 грудня 1906 року видавав щомісячний журнал «Християнин», в якому публікував статті.
1 серпня 1909 звільнений з посади ректора Московської духовної академії і призначений єпископом Каширським, вікарієм Тульської єпархії.
Митрополит Арсеній Стадницький у своєму щоденнику різко негативно відгукувався про діяльність Євдокима Мещерського і давав пояснення особливостям його кар'єри - зокрема, переміщенню з Москви на посаду провінційного вікарного архієрея:

Євдокима я знаю давно... Людина, безсумнівно, здібна; але, по природі своїй, брехлива і нестійка у своїх поглядах. На перших порах він може підкупити своєю ввічливістю, але при ближчому знайомстві брехливість його натури швидко виявляється... Час ректорства його в академії був ... суцільним непорозумінням і закінчився скандалом, так як він був звільнений з академії після ревізії ... Наполягав на якнайшвидшому його відході і митрополит Володимир, що не міг терпіти його за брехливість... Ледве-ледве дали йому Тульське вікаріатство. Тут він теж став чудити, так що Преосвященний Тульський Парфеній неодноразово просив Синод прибрати від нього вікарія, який  поводиться «неможливо».

Продовжити кар'єру Євдокиму, за відгуками сучасників, допомогло лише заступництво обер-прокурора Синоду В. Саблера.

### Архієпископ Алеутський і Північно-Американський
Наказом від 29 липня 1914 призначений Алеутським і Північно-Американським з возведенням у сан архієпископа .
Намагаючись впоратися з фінансовими труднощами, вимагав передачі церковної власності сербських церков у руки єпархіального управління, що викликало різко негативну реакцію .
П. Г. Проценко у своїй книзі повідомляє також, що архієпископ Євдоким і за кордоном прославився скандальною поведінкою, за свідченням його сучасників; там він розтратив церковне майно.
У 1917 році архієпископ Євдоким був викликаний на Всеросійський Помісний Собор, брав участь в його засіданнях і був кулуарно прощений: мабуть, як зауважує П. Г. Проценко, в настільки тяжкий час вирішено було використовувати його великий адміністративний досвід.
18 березня 1918 року призначений тимчасово керуючим Костромською єпархією. В Костромі щотижня проводив пастирські бесіди в кафедральному соборі, читав проповіді про насильство над віруючими, що творили більшовики. Сповістив Собор про розстріл великої групи костромських священнослужителів і мирян, в тому числі священномучеників протоієрея Йосипа Смирнова, ієрея Володимира Іллінського і диякона Іоанна Касторського. На короткий час був арештований.

### Архієпископ Нижегородський
21 жовтня 1918 року призначений тимчасовим керуючим Нижегородською єпархією. 18 листопада був офіційно призначений правлячим архієреєм.
Очолив єпархію у важкій ситуації - незабаром після розстрілу тимчасового керуючого єпархією єпископа Лаврентія Князєва і арешту багатьох представників духовенства. З самого початку свого перебування на кафедрі прагнув налагодити відносини з радянською владою, декларуючи повну політичну лояльність.
У грудні 1919 року Нижегородська єпархіальна рада прийняла резолюцію: «... про підпорядкування Радянській владі не за страх, а за совість ... і сприяння приведенню в життя декретів Радянської партії про відділення церкви від держави, про свободу релігійної Ради, релігійних громад єпархії». Компромісна позиція архієпископа, хоча і допомогла стабілізувати ситуацію в єпархії, але не врятувала цілий ряд священнослужителів від гонінь з боку органів радянської влади.
Підтримав політику більшовиків під час кампанії з вилучення церковних цінностей. Після утворення за сприяння влади обновленського Вищого церковного управління (ВЦУ) виступив 19 травня 1922 року зі відкритим листом, висловлюючи солідарність з «прогресивною групою духовенства», і звинуватив Патріарха Тихона в «руйнуванні церкви».

### Відхід уобновленство
16 червня 1922 року приєднався до обновленського руху, підписавши звернення трьох архієреїв - поряд з митрополитом Сергієм Страгородським і архієпископом Серафимом Мещеряковим. У цьому зверненні йшлося про те, що вони вважають єдиною канонічною верховною владою в церкві обновленське Вище церковне управління. Пізніше архієпископ Євдоким виявився єдиним з цих трьох ієрархів, який залишився до кінця життя в обновленстві. В 1922 році звернувся з посланням, у якому стверджував:

Ніяких скільки-небудь істотних зіткнень з цивільною владою не тільки у мене, а й у всій Нижегородській єпархії за всі минулі чотири роки не було, і нічого, крім почуттів подяки, не можу висловити місцевій цивільній владі за її цілком коректне ставлення до церкви нижегородської.

Незабаром був зведений обновленцями в сан митрополита.
З 2 листопада 1922 року - обновленський митрополит Одеський і Херсонський.

### Лідер обновленського руху
13 квітня 1923 рік а був призначений головою Вищої церковної ради замість обновленческого митрополита Антоніна (Грановського).
У травні 1923 року було учасником обновленського «2-го помісного собору», але прибув на нього вже після прийняття основних рішень і не встиг підписати документ про позбавлення влади і про позбавлення сану Патріарха Тихона.
У 1923 - 1924 - професор обновленської Московської Богословської академії (відкрита 27 листопада 1923 ), де читав лекції з теорії проповіді і проводив заняття з грецької мови.
8 серпня 1923 року Вища церковна рада, яку очолював Євдоким, була перейменована на «Священний Синод православної церкви Росії», всі раніше існуючі самостійні обновленські угруповання скасовувалися.
Основним успіхом його на цій посаді стало встановлення канонічних зв'язків зі Східними Патріархатами, в першу чергу, з Константинопольським Патріархом. Намагався підвищити легітимність обновленського руху, надати більш респектабельний характер.
Згідно з повідомленням ГПУ окупаційної більшовицької влади в Україні, у жовтні 1923 року: «За час короткого перебування свого в Одесі митрополит Євдоким викликав до себе вороже ставлення з боку широких мас віруючих. Це ставлення викликано його інтимними зв'язками із однією черницею, привезеною ним з Нижнього Новгорода. Навіть найпрогресивніше духовенство ставиться до нього негативно.
З огляду на обставини, що склалися, перебування Євдокима в Одесі є неможливим і може ще більше послабити обновленський рух».
У червні 1924 року розпочав видавати богословський журнал «Християнин» .
Митрополит Антоній Храповицький в листі Євдокиму Мещерському від 19 вересня 1923 року писав:

«Для вас, що називаєте себе Митрополитом ... Так, для Вас все скінчено: і буття Боже, і безсмертя душі, і майбутній загробний суд, а я залишаюся при колишній, колись спільній з Вами ідеології: "вірую в єдиного Бога Отця Вседержителя" та ін. і не бажаю перейти на утилітарний погляд на життя... і до вашої церкви лукавих не приєднаюся... Покайтеся: адже жити залишилося нам небагато: хоча Ви і мій учень і, на жаль, пострижений, але і Вам 55 років скоро виповниться, а при своїх слабкостях дуже довго жити не будете, і на суд Божий ні євреї, ні попи нігілісти за Вас не заступляться»
. 
23 січня 1924 року написав (від імені Священного синоду православної церкви Росії в ЦВК Михайлу Калініну співчуття з приводу смерті Володимира Леніна, зі словами:

Нехай могила ця народить ще мільйони нових Ленінів і з'єднає всіх в єдину велику братську, ніким нездоланну родину. І прийдешні століття хайне викинуть з пам'яті народної дорогу до цієї могили, колиски свободи всього людства. ... Вічна пам'ять і вічний спокій твоїй багатостраждальній, добрій і християнській душі.
— РГАСПІ. Ф. 16. Оп. 1. Д. 250. Л. 5. 
З 13 квітня по вересень 1924 року обновленський митрополит Вятський.
Головував на обновленській Передсоборній нараді 1924 на якій виступив з доповіддю про становище в церкві. В останній день роботи наради виступив з проектом петиції в Раднарком («від себе особисто»), в якій, зокрема, йшлося про те, що

всі громадяни СРСР за одну лише приналежність до числа релігійних громад і парафіяльних рад не повинні піддаватися ніяким незакономірним обмеженням і у своїх загальногромадянських і професійних правах.
Сюди входять:
а) звільнення зі служб і робіт; 

б) позбавлення виборчих прав; 

в) виключення з профспілок; 

г) позбавлення прав на пенсію; 

д) зайвий податок на посіви ...
Необхідно суворо підтвердити всім органам влади на місцях про безперешкодне відправлення публічних релігійних обрядів і церемоній, які строго випливають із потреби культу і ґрунтуються на звичаях віруючих ... Постанови влади на місцях про закриття храмів проводяться не раніше, ніж вони будуть затверджені ВЦВК ... Церква і служителі культу в законодавчому порядку захищаються від публічних образ і знущань.

4 серпня 1924 року Євдокиму надано тривалу відпустку для «налагодження здоров'я», він відбув відправлений для лікування в Гагру: фактично відсторонений від керівництва Синодом. Офіційно був знятий з посади голови 9 квітня 1925 року.
Причини зміщення Євдокима могли бути наступними. По-перше, йому не вдалося досягти угоди з Патріаршою церквою про об'єднання під його фактичним керівництвом - православні архієреї виступили різко проти будь-яких компромісів з архієреєм, що приєднався до обновленців. Переговори про об'єднання, що деякий час велися між оточенням Патріарха Тихона і Євдокимова, закінчилися невдачею.
15 квітня 1924 Патріарх Тихон видав послання, в якому оголосив, що Євдоким, «за розкол, смуту і заколот» підлягає позбавленню сану.
По-друге, Євдоким запропонував направити за кордон обновленського архієрея Миколу Солов'я з метою очолити єпархію в Південній Америці. Однак коли Миколі в 1924 році дозволили виїхати в Уругвай, він став виступати з антирадянських позицій, що дуже дорого обійшлося Євдокиму, що, викликаний до Тучкова, пропав на кілька днів. Повернувся додому митрополит в жахливому стані, все обличчя у нього було в синцях..
По-третє, Євдоким зіпсував відносини з багатьма лідерами обновленського руху, в тому числі з  Олександром Введенським. Можливо, що свою роль зіграd і зміст оголошеної Євдокимовим петиції - вона явно не влаштовувала радянську владу, яка до самого свого падіння дискримінувала духовенство і віруючих, а в обновленцями в 1920-х - 1930-х роках бачила своїх агентів, а не партнерів .

## Останні роки життя
У «Нарисах російської церковної смути» Анатолія Краснова-Левітіна і Вадима Шаврова так описується останній період його життя:

Пішовши на спокій, владика оселився в Хості: там він служив в невеликій церкві без диякона і навіть без псаломщика; обходячись без старости, він сам іноді продавав свічки. Ще гірші часи настали для владики в 30-і роки: невеликий храм, в якому він служив, був закритий. Владика змушений був зайнятися підпільною юридичною практикою - писанням позовних заяв. Коли і ця можливість заробітку відпала - місцеві судові органи енергійно запротестували - митрополиту було запропоновано зняти з себе сан, на що він, зрозуміло, не міг погодитися. Не пішов він також на примирення з Синодом. В останні роки його життя жителі Хости бачили поважного старця, який, сидячи в міському сквері, торгував цукерками і пряниками. Це був митрополит Євдоким, колись відомий в Російській церкві своїми панськими замашками.

Незважаючи на відсторонення від справ, з 1925 року номінально вважався постійним членом президії обновленського Синоду. В 1934 році був звільнений на спокій з залишенням його членом Синоду, в наступному році помер в Москві, через кілька днів після «саморозпуску» Синоду. Похований на Ваганьковському цвинтарі Москви.
«Православна енциклопедія» повідомляє, що він помер в Москві 10 травня 1935 року; збірник «Московські професори XVIII - початку XX століть» вказує місцем смерті селище Хосту під Сочі, а датою - 22 жовтня 1935 року.

## Праці
- Святой Апостол и Евангелист Иоанн Богослов. Его жизнь и благовестнические труды. Опыт библейско-исторического исследования. Сергиев Посад, 1898, 1912.
- Соловки. Страничка из дневника Паломника. Москва, 1899.
- Новооткрытый рукописный Стоглав. Сергиев Посад, 1899.
- О христианском браке. Сергиев Посад, 1901.
- Два дня в Кронштадте. Издание 2-е. Сергиев Посад, 1902.
- Игумен Даниил. Москва, 1902.
- Пастырь-учитель. Троицкая Лавра, 1903.
- На заре новой церковной жизни. (Думы и чувства). Троицкая Лавра, 1905.
- Царь и Патриарх (к характеристике их взаимоотношений). Сергиев Посад, 1906.
- У могилы митрополита Филарета. Сергиев Посад, 1909.
- На ниве Божией, т. I, Сергиев Посад, 1909.
- Свобода печати. Сергиев Посад, 1912.
- По церковно-общественным вопросам. Том I. Забытый братский устав. Сергиев Посад, 1914.
- Из истории слова. Сергиев Посад, 1914.
- Религиозная жизнь в Америке. Сергиев Посад, 1915.
- Наши задачи // Христианин. Издание Учебного комитета при Св. Синоде. 1924, № 1. С 1—5.
- Соборный разум или единовластие? // Христианин. Издание Учебного комитета при Св. Синоде. 1924.